# Matsupaleis van Nansha
Het Matsupaleis van Nansha is een taoïstisch tempelcomplex in Nansha, Kanton, Guangdong, China. Het beslaat een oppervlakte van 4000 km². De tempel is gewijd aan Matsu. De tempel heeft ook een groot stenen beeld van Matsu in de open lucht.

## Geschiedenis
De bouw van de tempel begon tijdens de Ming-dynastie. Hij heette toen nog Tianfeitempel/天妃廟. Tijdens de regeerperiode van keizer Qianlong werd de tempelnaam veranderd in Yuanjun oude tempel/元君古廟. Tijdens de Chinees-Japanse oorlog werd de tempel ernstig beschadigd. In 1995 kreeg de tempel een grote donatie van de Hongkongse miljonair Henry Fok.